# Elizabeth Strong
Elizabeth Strong, (Westport, Connecticut, 1 de febrero de  1855 – Carmel,  California, 30 de octubre de 1941), fue una artista estadounidense, conocida por sus pinturas de paisajes, animales y figuras. Era conocida como "la Rosa Bonheur de América".

## Trayectoria
Hija de Margaret Dewing Bixby Strong y el reverendo Joseph Dwight Strong, asistió junto con su hermano mayor Joseph Dwight Strong Jr. a la Escuela de Diseño de California (ahora conocida como San Francisco Art Institute), estudiando con Virgil Macey Williams.

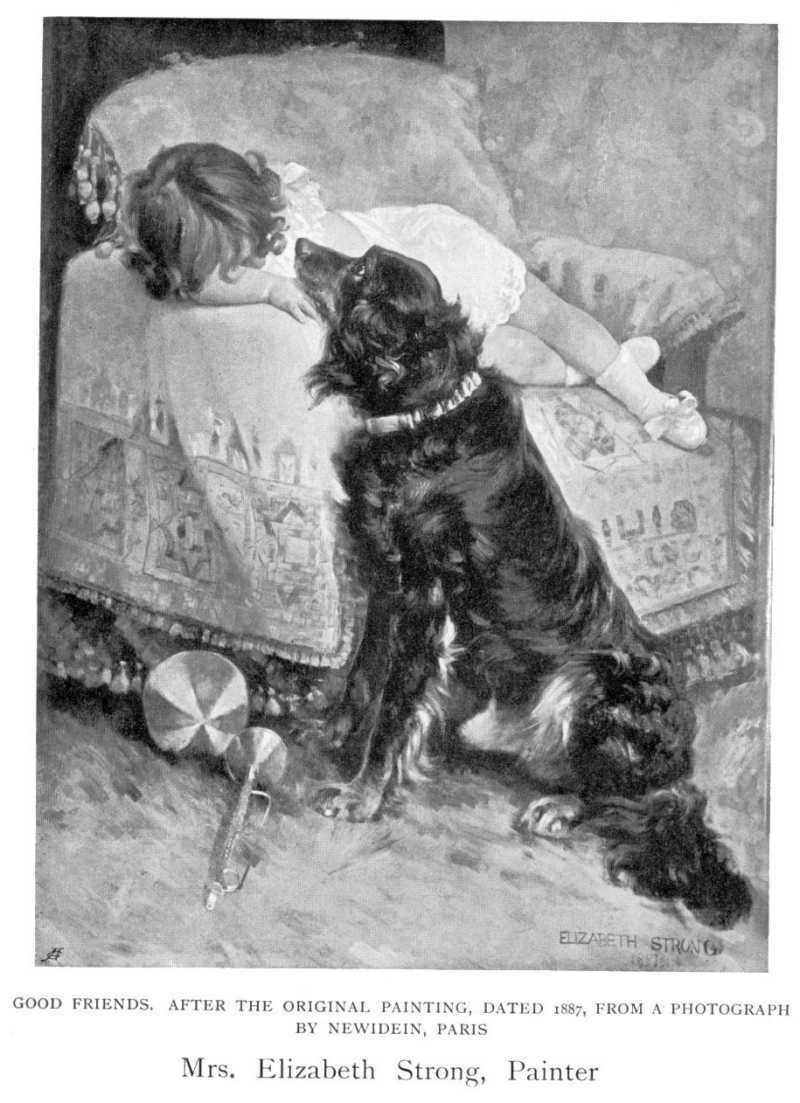
Good Friends - 1887

Después de graduarse en 1878, Strong viajó a Monterey, California y conoció a Jules Tavernier, quien le ofreció un espacio en su estudio de arte. Tras estar seis meses allí Strong regresó a San Francisco y recibió numerosos encargos de retratos de perros. Compartía estudio de arte  con Nellie Hopps en el edificio Old Municipal Court (Genella Building) en el 728 Montgomery Street en San Francisco, edificio que albergaba a muchos artistas, incluidos a sus profesores Virgil Macey Williams y Jules Tavernier.
Hacia 1881 viajó a Europa, donde  se quedó casi diez años, estudiando arte con distintos maestros. En 1883 expuso su primera obra en el Salón de París.
Regresó a los Estados Unidos en 1890, estando en Boston, Filadelfia y Nueva York. Estudió en el verano de 1894 con William Merritt Chase en Shinnecock Hills Summer School. En 1896 regresó a California, viviendo tanto en San Francisco como en East Bay.
En 1909, Strong participó en la Exposición Alaska-Yukon-Pacífico y ganó una medalla de plata por su pintura de ganado pastando en Cragmont Hills en North Berkeley.
Murió en Carmel, California, el 30 de octubre de 1941. Nunca se casó. Su trabajo está expuesto en varias colecciones de museos públicos, incluyendo la Academia de Bellas Artes de Pensilvania, Museo de Arte Crocker, Museo de Arte de Monterey, entre otros.